# Pomors

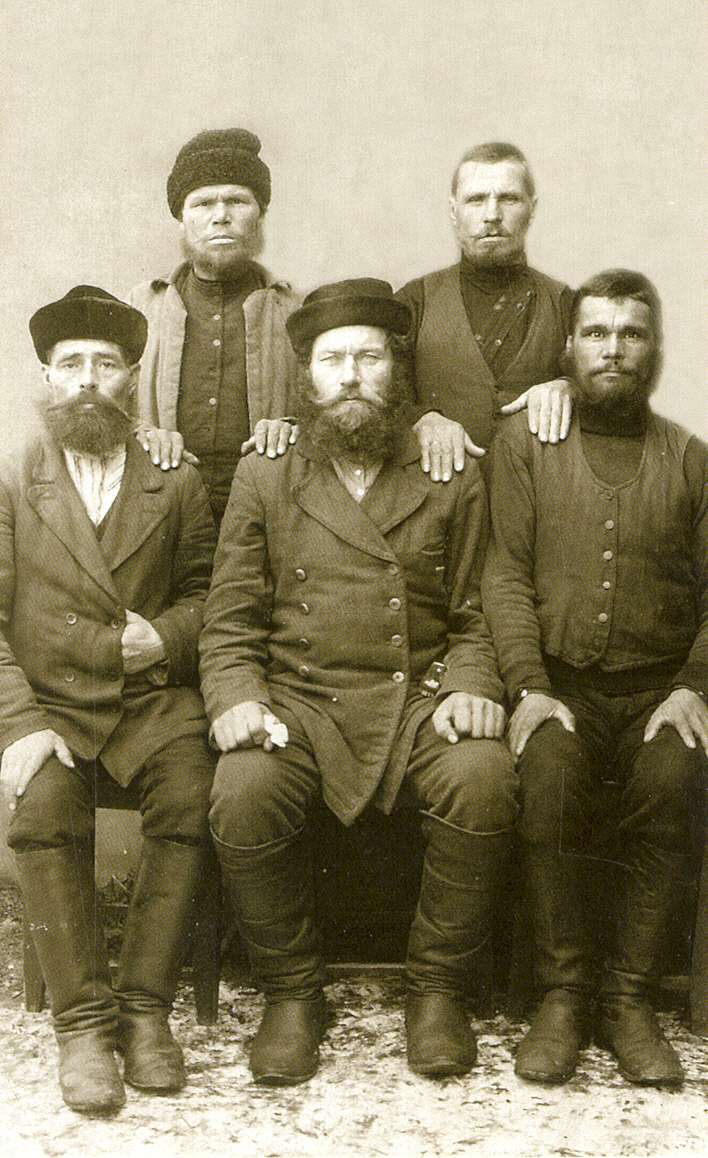
Pomors em uma fotografia pré-revolucionária

Pomors ou pomory (em russo: помо́ры; romaniz.: seasiders) são um grupo etnográfico que se acredita ser descendente de colonos russos (principalmente de Veliky Novgorod), de acordo com a historiografia tradicional russa, vivendo nas costas do Mar Branco e no território cuja fronteira sul fica em uma bacia hidrográfica que separa a bacia do Mar Branco das bacias de rios que correm para o sul. Geneticamente, porém, eles estão mais intimamente relacionados às etnias indígenas urálicos da área e não mostram nenhuma afiliação às populações de Novgorod.